# Burgundia
Burgundia (în franceză Bourgogne) a fost una dintre cele 26 regiuni ale Franței de până la reforma administrativ-teritorială din 2014. Capitala regiunii era orașul Dijon, iar regiunea cuprindea 4 departamente. Regiunea era mai mare decât vechiul Ducat, dar mai mică decât teritoriile franceze controlate de către ducii de Burgundia. La 1 ianuarie 2016 a fuzionat cu regiunea Franche-Comté, formând împreună regiunea Burgundia-Franche-Comté.   

## Istoric
Numele este dat de către un trib germanic ce a ocupat teritoriul după căderea Imperiului Roman. În secolul VI Regatul Burgunzilor a fost cucerit de către franci și integrat în regatul lor. După destrămarea regatului francilor, au luat ființă Ducatul Burgundiei și două regate Burgundia de Sus și Burgundia de Jos, în estul acestuia. În secolul XI Ducatul a fost incorporat în Regatul Franței iar cele două regate Burgunde au fost incorporate în Sfântul Imperiu Roman. În timpul Războiului de 100 de ani regele Franței lasă ducatul fiului său mai mic, ceea ce a generat o rivalitate între cele două entități. La apogeul dezvoltării sale, ducatul de Burgundia controla un imperiu ce se întindea din Elveția până în Țările de Jos. În 1477, Carol Temerarul, ultimul Duce de Burgundia a fost ucis, și ducatul a reintrat în componența Regatului Francez, cu toate că titlul de Duce de Burgundia a fost purtat de către Casa de Habsburg ce controla Cele Șaptesprezece Provincii, până în secolul al XVIII-lea.

## Geografia
În partea de nord și de est relieful este de câmpie, în partea centrală este un platou calcaros, cu pante line spre nord-est și abrupte spre sud-est iar în partea de sud se găsesc contraforturile Masivului Central.
Cel mai înalt punct: Haut-Folin (901m) în Morvan.
Canalul Burgundiei unește râurile Yonne și Saône, permițând ambarcațiunilor să navigheze din nord în sudul Franței. Construcția a început în 1765 și a fost terminată în 1832. În vârf se află un tunel de 3,333 kilometri lungime în linie dreaptă. Canalul are 242 km lungime, cu un total de 109 ecluze, și traversează două departamente ale Burgundiei, Yonne și Cote d'Or. Astăzi, canalul este folosit în principal pentru turism; Dijon, cel mai important oraș de-a lungul canalului, are un port pentru bărci de agrement.

## Economie
Cel mai cunoscut produs al regiunii este vinul de Burgundia și cel mai important producător este departamentul Côte-d'Or. Pe lângă vin, agricultura și creșterea bovinelor sunt domenii foarte bine dezvoltate. Din punct de vedere industrial, în secolul XIX s-a dezvoltat mineritul și siderurgia. Aceasta a generat pe valea râului Saône, în departamentul Yonne și la Dijon dezvoltarea unor centre industriale puternice.

### Vinul
Articol principal: Vinul de Burgundia
Burgundia produce vinuri cu același nume. Cele mai bune vinuri provin din regiunea Côte d'Or, Deși și regiunile Beaujolais, Chablis, Côte Chalonnaise, și Mâcon fac parte din regiunea viticolă a Burgundiei.
Vinurile burgunde sunt variate, complexe, umane și casnice, dar sofisticate. Deși "Burgundia" înseamnă roșu, regiunea Burgundiei produce atât vinuri roșii cât și albe.

## Cultura
În Evul Mediu Burgundia a fost sediul unor mănăstiri importante, precum Cluny, Cîteaux, Morimond, Pontigny și Vézelay. De aici a fost răspândită pe întregul continent european cultura cisterciană, constând în asanarea mlaștinilor, amenajarea de heleștee etc. Una din filialele Abației Pontigny a fost cea de la Igriș, unde s-a aflat prima bibliotecă atestată documentar pe teritoriul actual al României.

## Trivia
- În 1430 burgunzii au capturat-o pe Ioana d'Arc.
- Arhitectul Turnului Eiffel, Gustave Eiffel s-a născut la Dijon.
- Există un muzeu al muștarului numit Le Musee De Moutarde la Dijon. Muștarul de Dijon a fost inventat aici, fiind fabricat pentru prima oară din must în loc de oțet.

1. ↑  Q124947228[*] Verificați valoarea |titlelink= (ajutor)